# 英川镇
英川镇是中华人民共和国浙江省丽水市景宁畲族自治县下辖的一个镇。
2013年5月31日，浙江省人民政府批复同意撤销葛山乡建制，将原葛山乡所辖的岭头、岗头、粗砻3个行政村划归英川镇。调整后，英川镇辖28个行政村，镇政府驻地不变（英川村）。

## 行政区划
英川镇下辖以下村级行政区划单位：
英川社区、英川村、坑垟口村、董川村、梅漴村、底垟村、新村、叶坪头村、耀洋村、王宅村、金林村、隆下村、黄洋村、白坦村、隆上村、张川村、寨后村、凤洋村、湖后村、外处坳村、石漴村、鲍岱村、茶园村、黄谢圩村、木耳口村、温堆村、降头村、粗砻村和岭头村。